# 1578
1578 (MDLXXVIII) je bilo navadno leto, ki se je po julijanskem koledarju začelo na sredo.

## Dogodki
- 2. julij - Martin Frobisher odkrije Baffinov otok.

Neznan datum
- protestantski pridigarji so izgnani z Dunaja
- ukinjena Kraljevina Livonija (ustanovljena 1570)

## Rojstva
- 1. april - William Harvey, angleški zdravnik, anatom in biolog († 1657)
- 9. julij - Ferdinand II. Habsburški, cesar svetega rimskega cesarstva († 1637)
- William Keeling, angleški kapitan († 1620)

## Smrti
- 4. avgust - Sebastjan I., portugalski kralj (* 1554)
- 11. avgust - Pedro Nunes, portugalski matematik in astronom (* 1502)
- 1. oktober - Juan Avstrijski, španski admiral in vojskovodja (* 1547)